# Balaciu
Balaciu es una comuna ubicada en el distrito de Ialomița, Rumania.

## Superficie
Cuenta con una superficie de 89,32 kilómetros cuadrados.

## Demografía
Hasta 2021 la población era de 1607 habitantes, con una densidad de población de 17,99 habitantes por kilómetro cuadrado.